# Powiat Klatovy
Powiat Klatovy (czes. Okres Klatovy) – powiat w Czechach, w kraju pilzneńskim. Jego siedziba znajduje się w mieście Klatovy. Powierzchnia powiatu wynosi 1 939,6 km², zamieszkuje go 87 573 osób (gęstość zaludnienia wynosi 45,16 mieszkańców na 1 km²). Powiat ten liczy 95 miejscowości, w tym 11 miast.
Od 1 stycznia 2003 powiaty nie są już jednostką podziału administracyjnego Czech. Podział na powiaty zachowały jednak sądy, policja i niektóre inne urzędy państwowe. Został on również zachowany dla celów statystycznych.

## Struktura powierzchni
Według danych z 31 grudnia 2003 powiat ma obszar 1 939,6 km², w tym:
- użytki rolne – 46,32%, w tym 55,46% gruntów ornych
- inne – 53,68%, w tym 80,4% lasów
- liczba gospodarstw rolnych: 1024

## Demografia
Dane z 31 grudnia 2003:
| Opis        | Ogółem | Kobiety       | Mężczyźni     |
| ----------- | ------ | ------------- | ------------- |
| populacja   | 87 573 | 44 611 50,94% | 42 962 49,06% |
| średni wiek | 39,5   | 41,45         | 38,46         |

- gęstość zaludnienia: 45,16 mieszk./km²
- 64,4% ludności powiatu mieszka w miastach.

## Zatrudnienie
| Mieszkańcy ze stałym zatrudnieniem | 19 315       |
| Średnia pensja miesięczna          | 14 239 koron |
| Bezrobotni                         | 3697         |
| Stopa bezrobocia                   | 8,42%        |

## Szkolnictwo
W powiecie Klatovy działają:
| Rodzaj szkoły                   | Liczba szkół |
| ------------------------------- | ------------ |
| Przedszkola                     | 44           |
| Szkoły podstawowe               | 44           |
| Gimnazja                        | 2            |
| Szkoły średnie techniczne       | 6            |
| Szkoły średnie ogólnokształcące | 5            |
| Szkoły wyższe                   | 1            |

## Służba zdrowia
| Lekarze                               | 280 |
| Szpitale                              | 2   |
| Specjalistyczne ośrodki terapeutyczne | 1   |
| Gabinety dentystyczne                 | 51  |
| Apteki                                | 18  |